# Le Débloque-note à Duhon
Le Débloque-note à Duhon est une série de bande dessinée de Charles Degotte publiée à partir du no 2637 du journal Spirou. Elle met en scène le personnage de Duhon, apparu dans la série Les Motards, qui livre ses pensées hebdomadaires à base de pléonasmes et de jeux de mots.